# 終極鬥士
《終極鬥士》（英語：Undisputed）是一部2002年美國劇情運動片，由華特·希爾執導、監製和編劇，衛斯里·史奈普和文·雷姆斯主演。美國於2002年8月23日上映。
該片獲得的票房並不佳，且評價兩極；儘管如此，電影在後來的DVD銷售市場上表現意外地成功，並為此推出了多部錄影帶首映的續集，但無任何劇組成員回歸。

## 劇情
故事敘述世界重量級拳王喬治·「冰人」·錢伯被以強姦罪名判處關於沙漠中的甜水監獄，使得他面對受害者的訴訟官司而讓財產產生危機。監獄中的毫無疑問拳王蒙洛·「終極鬥士」·哈欽儘管個性低調、塊頭不大，但他從未戰敗；這也引起了冰人的注意。
冰人為了能假釋出獄、到外頭繼續打拳來賺錢，而將與蒙洛在監獄中的拳擊特別節目中決一死戰；而蒙洛也為了外頭有困難的妹妹，答應參賽，使得這場各有堅持的比賽不到最後一刻，誰也沒料到真正的拳王將會是誰。

## 演員
- 衛斯里·史奈普飾演蒙洛·「終極鬥士」·哈欽（Monroe "Undisputed" Hutchens）；前加州拳王，從未戰敗，因徒手殺死女友的情夫而被判終身入獄、不得假釋，並在獄中成為「毫無疑問」的不敗戰績。
- 文·雷姆斯飾演喬治·「冰人」·錢伯（George "Iceman" Chambers）：世界重量級拳王，與蒙洛一樣從未戰敗，因遭控訴強姦罪而被判入獄（本人堅持否認犯罪），且在獄中經常惹事。
- 彼得·福克飾演曼第·雷頓（Mendy Ripstein）：監獄中最具權勢的犯人，精通拳擊，年輕時曾是名拳王，試圖利用蒙洛與冰人的戰鬥來賺賭金。
- 麥克·魯克飾演A·J·默克爾（A.J. Mercker）：監獄拳擊手，曾敗給蒙洛，對於冰人的囂張態度感到不滿。
- 韋斯·斯塔蒂飾演明戈·佩斯（Mingo Pace）：冰人的監獄室友，幫他認識監獄中的生態。
- 費雪·史帝夫飾演拉特貝格·多蘭（Ratbag Dolan）：蒙洛的監獄朋友，同時也是他的經紀人。

## 評價
《終極鬥士》收穫了褒貶不一的評價；根據爛番茄收集的105篇評論，50篇評論給出了好評，新鮮度48%，平均分為5.5/10。

## 續集
第一部續集《絕地鬥士》於2006年以錄影帶首映推出，由邁克·賈·懷特與史考特·艾金斯主演。第二部續集《終極鬥士3：贖罪》於2010年推出，主要著重艾金斯的角色。第三部續集《終極鬥士4》於2016年推出，再次由艾金斯擔綱主角。

## 外部連結
- 官方网站
- 互联网电影数据库（IMDb）上《終極鬥士》的资料（英文）
- AllMovie上《終極鬥士》的资料（英文）
- Box Office Mojo上《終極鬥士》的資料（英文）
- 爛番茄上《終極鬥士》的資料（英文）